# Allochernes ginkgoanus
Espèce
Synonymes
- Toxochernes ginkgoanus Morikawa, 1953

Allochernes ginkgoanus est une espèce de pseudoscorpions de la famille des Chernetidae.

## Distribution
Cette espèce est endémique du Japon. Elle se rencontre vers Setagaya.

## Publication originale
- Morikawa, 1953 : Notes on Japanese Pseudoscorpiones. II. Family Cheiridiidae, Atemnidae and Chernetidae. Memoirs of Ehime University, sér. 2B, vol. 1, p. 345-354.